# 山水时代大厦

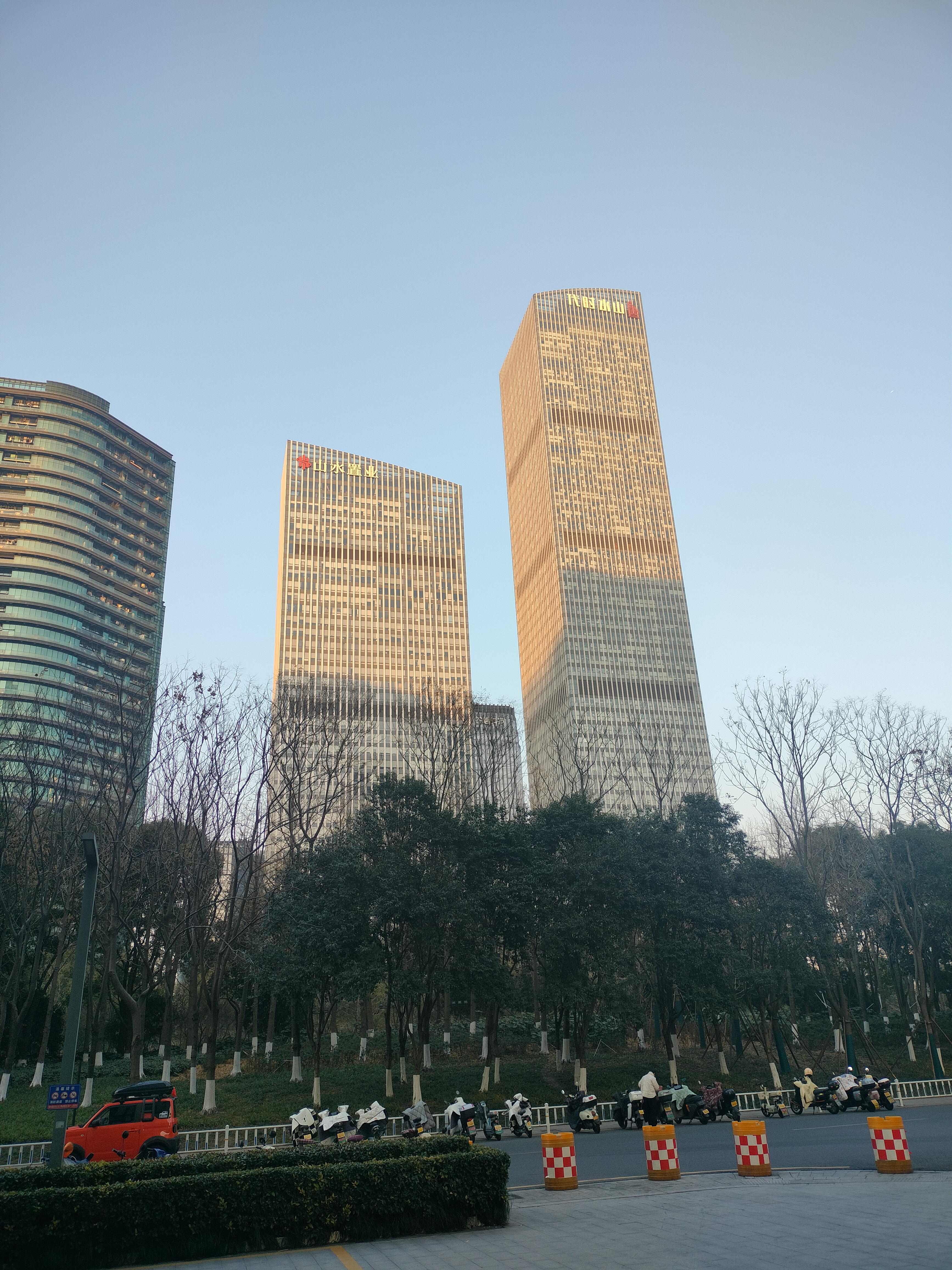
山水时代大厦（右边两栋）与丽晶国际一部分（左侧）

山水时代大厦（简称山水时代）是位于杭州钱江世纪城奔竞大道与市心北路交叉口的两栋大楼，2021年9月竣工。开发商为杭州龙都置业有限公司。

## 简介
A楼为酒店式公寓，有56层高248.9米；B楼为写字楼，有43层高177.4米。总建筑面积219664平米。

## 交通
地处庆春隧道南出口，可乘杭州地铁2号线到钱江世纪城站。

## 周边建筑
- 丽晶国际（西侧）
- 浙江农商联合银行科技大楼（北侧）
- 杭州SKP（东侧，在建中）